# Border Reivers
I Border Reivers furono razziatori attivi lungo il confine anglo-scozzese per circa tre secoli, dal tardo XIII secolo alla fine del XVI, anche se il culmine della loro storia si ebbe negli ultimi cento anni di esistenza.

## Scenario
Nel tardo medioevo Inghilterra e Scozia erano spesso in guerra. Nel corso di queste guerre, il sostentamento delle popolazioni di confine era devastato dalle armate in lotta. Anche quando le nazioni non erano in guerra, la tensione rimaneva alta, e l'autorità reale, in un regno o nell'altro, era spesso debole.
L'incertezza dell'esistenza faceva sì che le comunità o le persone legate da vincoli di sangue cercassero sicurezza tramite la propria forza e furbizia, e migliorassero le proprie condizioni di vita a spese dei loro nominali nemici. La lealtà verso un monarca debole o distante e l'affidamento all'efficacia della legge solitamente, più che conferire sicurezza alle persone, le rendeva obiettivi di razzia.
Un altro fattore che promosse uno stile di vita predatorio fu che gran parte della regione di confine è montagnosa o brughiera, inadatta alla coltivazione, ma buona per il pascolo. Il bestiame veniva facilmente rubato e portato nel proprio territorio dai Reiver a cavallo, che conoscevano bene quelle zone (I razziatori spesso prelevavano anche oggetti casalinghi facilmente trasportabili o beni di valore).
L'atteggiamento dei governi inglese e scozzese nei confronti dei clan del Border, si alternava tra l'indulgenza, poiché queste agguerrite famiglie fungevano da prima linea di difesa contro le invasioni, e le punizioni draconiane e indiscriminate, quando l'illegalità nel Border diventava intollerabile per le autorità.
La storia popolare tramandata nelle famiglie dei Reiver, e che nei primi tempi, i Reiver visitavano i poderi prima di guerre o invasioni, e rimuovevano bestiame e oggetti di valore, per portarli in un luogo sicuro. Signori e guardiani, incapaci di garantire ai loro padroni le linee di rifornimento, parlavano di malefatte da parte di ruffiani e sbandati. È facile congetturare che questo atteggiamento di sfida nei confronti delle autorità sfociò nella palese illegalità.

## Natura dei Reiver
I reiver erano sia inglesi che scozzesi e razziavano imparzialmente da ambo i lati del confine, fintanto che le persone da essi colpite non avevano protettori potenti o appartenevano alla stessa famiglia. Le loro attività, anche se di solito restavano a un giorno di cavallo dal confine, si estendevano a nord e a sud del loro territorio principale di caccia. Sono riportate notizie secondo cui i razziatori inglesi avrebbero colpito i sobborghi di Edimburgo, mentre i raid scozzesi si sarebbero spinti a sud fino allo Yorkshire. La principale stagione per le razzie era collocata nei mesi invernali, quando le notti sono più lunghe e cavalli e bestiame sono grassi per aver speso l'estate nei pascoli.

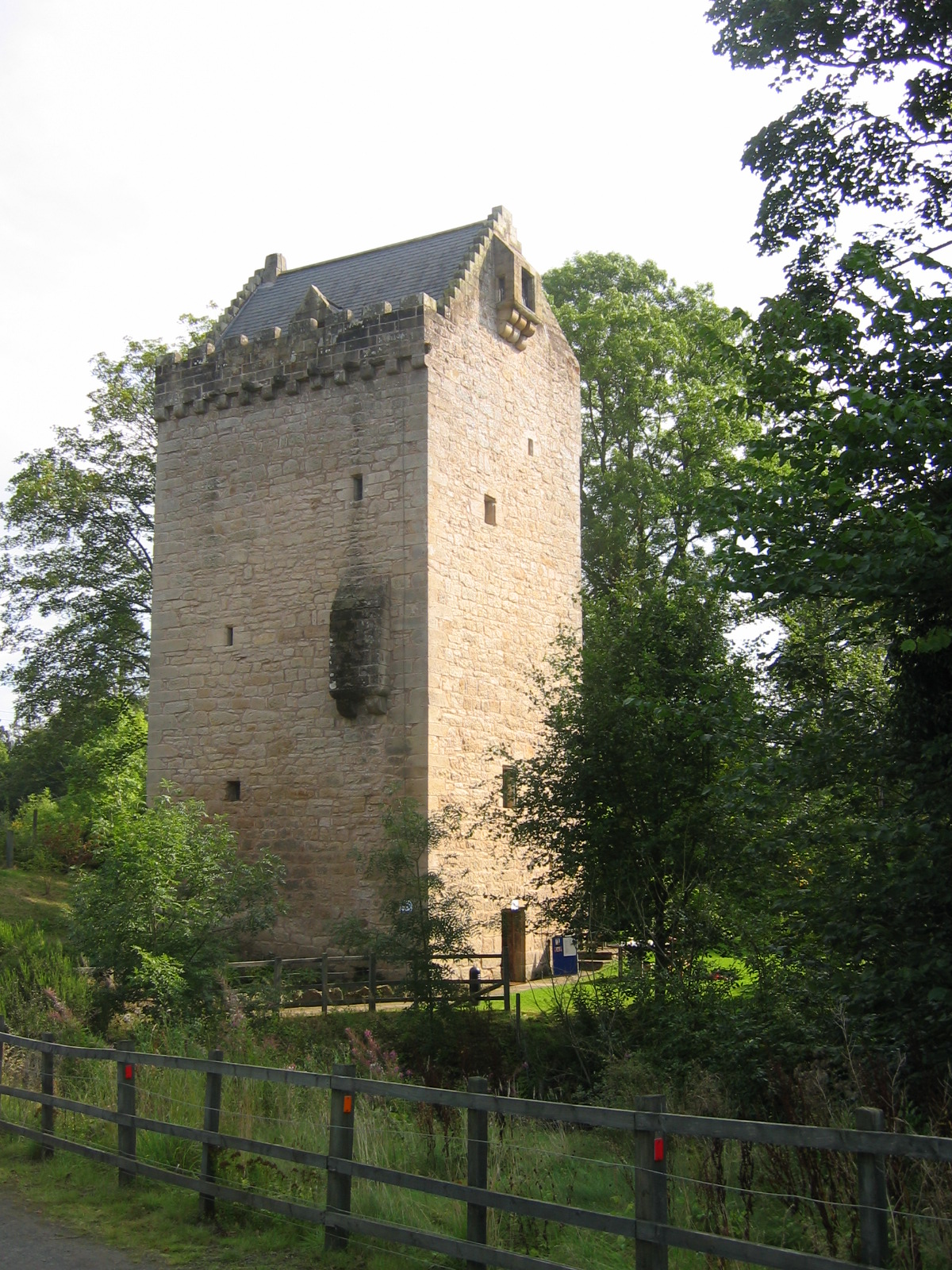
La Torre di Hallbar.

Gli abitanti della zona vivevano in uno stato di costante allerta, e per autodifesa costruivano fortificazioni come le bastle house e le peel tower, che sono caratteristiche di quest'area e di questo periodo. Smailholm è una delle molte peel tower sopravvissute fino ai nostri giorni.
Durante le razzie, o "cavalcate" come venivano dette, i Reiver cavalcavano dei resistenti vecchi cavalli o dei pony, famosi per la loro abilità nel trovare la strada in mezzo alla brughiera. L'abbigliamento originale, composto da uno shepherd's plaid, venne successivamente sostituito da armature leggere quali la corazzina o la jack of plaite (un tipo di farsetto senza maniche nel quale venivano cucite delle piccole placche d'acciaio), e un elmetto di metallo, come un burgonet o un morione; da cui il soprannome steel bonnets (cuffie d'acciaio). Erano armanti con una lancia e un piccolo scudo, e talvolta anche con un arco lungo o una balestra leggera (nota come "latch"), o più tardi nel corso della loro storia con una o più pistole. Inoltre portavano immancabilmente una spada e una daga (dirk).

## I cavalli del Border
Come soldati, i Border Reivers erano considerati tra la migliore cavalleria leggera di tutta Europa. Dopo aver incontrato un Reiver (il famoso Bold Buccleugh), la regina Elisabetta I avrebbe esclamato "con diecimila di questi uomini, Giacomo (VI) potrebbe scuotere qualsiasi trono in Europa". Molti Reiver servirono come mercenari, o vennero costretti a prestare servizio nelle armate inglesi e scozzesi, nei Paesi Bassi e in Irlanda; tale servizio veniva spesso concesso come punizione alternativa alla condanna a morte per le loro famiglie.
I Reiver, in qualità di soldati, giocarono una parte importante nelle battaglie di Flodden Field e Solway Moss. Quando combattevano come parte di un più ampio esercito, inglese o scozzese, i Borderer erano difficili da controllare. Spesso saccheggiavano per il proprio tornaconto invece di obbedire agli ordini, e c'erano sempre dubbi sulla loro lealtà. In battaglie come quella di Ancrum Moor, in Scozia nel 1545, i Borderer cambiarono schieramento a metà battaglia, per guadagnarsi il favore dei probabili vincitori.
Molti Borderer avevano parenti su ambo i lati dello schieramento, nonostante leggi che proibivano il matrimonio con stranieri, e potevano rivendicare entrambe le nazionalità, descrivendosi come inglesi se costretti, scozzesi per volontà e Reiver per diritto di sangue.

## Giustizia e ordine
Nei periodi di pace nominale, un corpo speciale del diritto consuetudinario, noto come Border Law, si sviluppò per gestire la situazione. In base alla Border Law, una persona che aveva subito una razzia aveva il diritto di organizzare una contro-razzia nell'arco di sei giorni, anche attraversando il confine, per recuperare i suoi beni. Il gruppo doveva procedere facendo rumore e annunciando apertamente il proprio scopo, per distinguersi da razziatori illegali che procedevano di soppiatto. Qualsiasi persona che incontrava questo contro-raid doveva cavalcare con esso e offrire l'aiuto che poteva, o correre il rischio di essere considerata complice dei razziatori. Una contro-razzia organizzata dopo sei giorni andava incontro a una sanzione ufficiale.
Entrambi i lati del confine erano divisi in "marche", ognuna delle quali era sotto la responsabilità di un "March Warden". I March Warden dei rispettivi regni si incontravano lungo il confine in momenti prestabiliti, per appianare le rivendicazioni nei confronti delle persone che stavano dalla loro parte, avanzate da persone risiedenti nella parte avversa. Queste occasioni, note come "Giorni di Tregua", somigliavano a delle fiere, con divertimenti e molta socializzazione. Per molti Reiver era un'opportunità di incontrarsi (legalmente) con parenti e amici da cui erano solitamente separati a causa del confine.
Raramente i March Warden (e i funzionari inferiori come i "Keeper" delle piazze fortificate) erano efficaci nel far rispettare la legge. Solitamente i Warden scozzesi erano essi stessi dei Borderer, e complici nelle razzie. Quasi invariabilmente mostravano favore nei confronti dei loro consanguigni, il che causava gelosia e perfino odio tra le altre famiglie del Border scozzese. Molti funzionari inglesi provenivano dalle contee meridionali del paese e spesso non riuscivano a mantenere la lealtà o il rispetto dei loro subordinati reclutati in loco o della popolazione locale. Alcuni funzionari locali, come Sir John Forster, che fu Warden della Middle March per quasi 35 anni, divennero altrettanto noti per la loro venalità di alcune delle loro controparti scozzesi.
Alla morte di Elisabetta I d'Inghilterra, le cose erano arrivate a tal punto, lungo il confine, che il governo inglese considerò l'idea di ricostruire e rifortificare il Vallo di Adriano. Con la sua ascesa al trono inglese, Giacomo VI di Scozia (che divenne poi Giacomo I d'Inghilterra) si mosse duramente contro i Reiver, abolendo la Border Law e lo stesso termine "Borders" in favore di "Middle Shires", e facendo assaggiare il rigore della giustizia a molti noti Reiver.

## I "nomi" e le famiglie del Border
La società del Border era strutturata in "Riding Surnames" e nei relativi "Graynes". Questi possono essere paragonati al sistema dei clan delle Highland e alle loro sette. Ad esempio, il Clan Donald e il Clan MacDonald di Sleat, possono essere paragonati agli scozzesi di Buccleuch e agli scozzesi di Harden. Sia i Graynes del Border che le sette delle Highland comunque, avevano una caratteristica essenziale data dalla guida patriarcale da parte del capo clan, e avevano territori nei quali viveva una maggioranza dei propri consanguinei. Le famiglie del Border praticavano alcune usanze simili a quelle dei Gaelici, come il tutoraggio quando un erede minorenne succedeva al capo. Anche se esisteva il feudalesimo, la lealtà tribale era più importante e questo è ciò che distingueva i Borderer dagli altri scozzesi delle Lowland.
Le relazioni che intercorrevano tra le famiglie del Border potevano andare dalla precaria alleanza alla "faida mortale". Bastava poco a dar vita a una faida; una discussione occasionale o un abuso d'ufficio erano sufficienti. Le faide potevano continuare per anni, finché non venivano ricomposte di fronte all'invasione da parte di un altro regno, o quando lo scoppio di una nuova faida faceva sì che mutassero i rapporti di alleanza. Il border veniva facilmente destabilizzato se Graynes da parti opposte del confine erano in lotta. Le faide fornivano anche una facile scusa per incursioni o inseguimenti particolarmente sanguinari.
Nel 1587 il parlamento scozzese approvò uno statuto: “For the quieting and keping in obiedince of the disorderit subjectis inhabitantis of the borders hielands and Ilis.” Allegato allo statuto vi era un elenco dei Graynes, che possedevano sia una porzione del border che una delle highlands. Delle 71 famiglie di Reiver conosciute, 17 sono elencate come Graynes con un capo.

## Dopo la scomparsa
Molto dopo la loro scomparsa, i Reiver vennero romanzati da scrittori come Walter Scott (Minstrelsy of the Scottish Border), anche se commise qualche errore; il termine Moss-trooper, ad esempio, si riferiva più correttamente a uno dei rapinatori che esistettero dopo che i veri Reiver erano stati eliminati. Ciononostante, Scott era un nativo del Border, che scriveva storie che erano state tramandate nella tradizione popolare e nelle ballate. Le storie di leggendari Border Reivers come Kinmont Willie Armstrong vennero spesso rinarrate nelle canzoni popolari come ballate del Border. Esistono anche leggende locali, come quella del "Piatto di speroni" che sarebbe stato servito a un capo dei Charltons per ricordargli che la dispensa era vuota ed era tempo di acquisire un nuovo bottino.
Lo scrittore scozzese Nigel Tranter rivisitò molti di questi temi nei suoi romanzi storici e contemporanei.
Ad Hawick, in Scozia, si tiene un festival annuale dei Reivers, così come quello organizzato dalla Schomberg Society di Kilkeel, nell'Irlanda del Nord (i due spesso cooperano). Il festival estivo nella città di Duns, nei Borders è guidato dal "Reiver" e dalla "Reiver's Lass", un giovane uomo e una giovane donna che vengono eletti dagli abitanti della cittadina e dell'area circostante. I primi due volantini della Ulster-Scots Agency, della serie ‘Scots Legacy’, presentavano la storia dello storico tartan dell'Ulster, e le origini del kilt e dei Border Reivers.
Molti Borderer (in particolare quelli messi al bando da Giacomo I d'Inghilterra) presero parte nella colonizzazione dell'Ulster, diventando conosciuti come Scozzesi dell'Ulster (Scozzesi-Irlandesi in America). Discendenti dei Reiver si possono trovare in tutto l'Ulster, con cognomi quali Elliot, Armstrong, Beattie, Bell, Hume, Heron, Rutledge e Turnbulls tra i tanti.
Lo scrittore George MacDonald Fraser osservò o immaginò ironicamente diversi tratti e nomi dei Borderer tra i personaggi controversi della storia statunitense; ad esempio i presidenti Lyndon B. Johnson e Richard Nixon. È anche noto che un discendente dei Borderers (Neil Armstrong) fu la prima persona a mettere piede su un corpo celeste diverso dalla Terra. Nel 1970 Neil Armstrong visitò la città di Langholm, da dove provenivano i suoi avi.
Border Reiver è anche il titolo di una canzone di Mark Knopfler tratta dall'album "Get Lucky" uscito il 14 settembre 2009.